# تيريزا فيتزباتريك
تيريزا فيتزباتريك (بالإنجليزية: Theresa Fitzpatrick)‏ هي لاعبة سباعيات رغبي ‏ نيوزيلندية، ولدت في 25 فبراير 1995 في أوكلاند في نيوزيلندا.

## وصلات خارجية
- تيريزا فيتزباتريك على موقع اللجنة الأولمبية الدولية (الإنجليزية)
- تيريزا فيتزباتريك على موقع أوليمبيديا (الإنجليزية)
- تيريزا فيتزباتريك على موقع اللجنة الأولمبية النيوزيلندية (الإنجليزية)